# Домбский, Юзеф Войцех
Юзеф Войцех Домбский из Любранца (1713 — 17 января 1778) — польский государственный деятель, каштелян ковальский (1755—1778).

## Биография
Представитель польского шляхетского рода Домбских герба «Годземба». Сын каштеляна и воеводы бжесць-куявского Анджея Домбского (ум. 1734) и Катарины Краковской, дочери каштеляна кшивиньского Войцеха Краковского (1650—1717). Братья — каштелян бжесць-куявский Павел (ум. 1783) и воевода серадзский Казимир Юзеф (1701—1765).
В 1740—1755 годах — хорунжий бжесцьский, затем занимал должность каштеляна ковальского (1755—1778). Он также занимал пост старосты клодавского.
На разделительном сейме 1773—1775 годов Юзеф Войцех Домбский вошел в состав парламентской делегации, которая под давлением со стороны дипломатов Пруссии, России и Австрии, согласилась на Первый раздел Речи Посполитой. 18 сентября 1773 года он участвовал в подписании договора об уступке территорий Речи Посполитой, захваченных Россией, Пруссией и Австрией.
Ему принадлежали имения: Бжезице, Устроне, Белшево, Косцельна-Весь, Пололовек, Бежвенна, Леще и Яранувек.
В 1766 году Юзеф Войцех Домбский был награжден Орденом Святого Станислава.

## Семья и дети
В 1736 году он женился на Теофиле Подоской (ум. 1756), дочери подкомория ружанского Яна Томаша Подоского и Констанции Тарло, вдове Владислава Шембека и Михаила Дорповского.
Вторично женился на Барбаре Коморовской, дочери стольника белзского Стефана Коморовского и племяннице примаса. Дети от второго брака:
- Марианна, жена Казимира Юзефа Прусимского (1744—1806), старосты нешавского
- Юстина, жена Каспера Скарбека (1763—1823), сына каштеляна иновроцлавского Яна Скарбека (1710—1773).